# Costa Vescovato
Costa Vescovato là một đô thị thuộc tỉnh Alessandria. Đô thị này có cự ly 100 km về phía đông nam Torino và 25 km về phía đông nam Alessandria. Dân số thời điểm 31 tháng 12 năm 2004 là 346 người, diện tích 7,7 km2..
Costa Vescovato giáp các đô thị sau: Avolasca, Carezzano, Castellania, Cerreto Grue, Montegioco, Paderna, and Villaromagnano.